# Colombie aux Jeux olympiques d'été de 1972
La Colombie participe aux Jeux olympiques d'été de 1972 qui se déroulent du 26 août au 10 septembre 1972 à Munich en Allemagne de l'Ouest. Il s'agit de sa huitième participation à des Jeux d'été. Pour la première fois de son histoire, elle remporte des médailles : une en argent et deux en bronze.

## Liste des médaillés colombiens
| Médaille | Nom                | Sport | Épreuve             |
| -------- | ------------------ | ----- | ------------------- |
| Argent   | Helmut Bellingrodt | Tir   | Cible mouvante 10 m |
| Bronze   | Clemente Rojas     | Boxe  | Poids plumes        |
| Bronze   | Alfonso Pérez      | Boxe  | Poids légers        |